# Сновидівське родовище пісковику
Сновидівське родовище пісковику — природне скупчення корисної копалини. Розташоване на правому березі річки Стрипа, на західній околиці села Сновидів Бучацького району Тернопільської області, за 24 км на південний захід від міста Бучач. Обстежене 1985 ДГП «Західукргеологія».
Пісковик кварцовий, середньої потужності 4 м, придатний для виробництва бутового каменю. Запаси склад. 15 тис. м³. Нині родовище не розробляють.